# Peter Horton
Peter Horton (Bellevue, 20 de agosto de 1953) é um diretor e ator norte-americano. É conhecido pelo papel do professor Gary Shepherd na série de televisão popular Thirtysomething, em que ele atuou de 1987 até 1991, e em Into Thin Air: Death on Everest, no papel de Scott Fischer.
Atuou no papel principal de Ezequiel, na série Brimstone, de 1998, ao lado do ator John Glover.

## Vida
Horton nasceu em Bellevue, Washington, onde seu pai trabalhou em um negócio de transportes. Ele participou da Redwood High School, em Marin County, Califórnia, e o Principia College em Illinois.